# (13540) Kazukitakahashi
(13540) Kazukitakahashi (1991 UR1) – planetoida z pasa głównego asteroid okrążająca Słońce w ciągu 3,63 lat w średniej odległości 2,36 j.a. Odkryta 29 października 1991 roku.